# 帕兰达
帕兰达（Paranda），是印度马哈拉施特拉邦奥斯马纳巴德县的一个城镇。总人口16987（2001年）。

## 人口
该地2001年总人口16987人，其中男性8772人，女性8215人；0—6岁人口2404人，其中男1233人，女1171人；识字率64.47%，其中男性为71.64%，女性为56.82%。